# Rho Fiera (métro de Milan)
Rho Fiera est une station de la ligne 1 du métro de Milan. Terminus de la ligne, la station est située sur le territoire communal de Rho.
Elle dessert notamment le parc des expositions Fiera Milano qui accueille une partie de la Foire de Milan et permet des correspondances avec la Gare de Rho-Fiera-Milano située à proximité.